# (8983) Rayakazakova
(8983) Rayakazakova est un astéroïde de la ceinture principale.

## Description
(8983) Rayakazakova est un astéroïde de la ceinture principale. Il fut découvert le 13 mars 1977 à Naoutchnyï par Nikolaï Tchernykh. Il présente une orbite caractérisée par un demi-grand axe de 3,00 UA, une excentricité de 0,08 et une inclinaison de 10,5° par rapport à l'écliptique.

## Compléments